# Île aux Ours
Pour l’article homonyme, voir L'Île aux Ours.
Ne doit pas être confondu avec Bjørnøya (Sveio).
L’île aux Ours, en norvégien Bjørnøya, est une île de Norvège située en mer de Norvège. Sa côte orientale est limitrophe de la mer de Barents. 
L'île est aussi située aux trois cinquièmes du chemin reliant la Norvège métropolitaine (île de Sørøya) à l'archipel du Svalbard. Elle forme la partie la plus méridionale du Svalbard.
L'île fut découverte par Willem Barentsz, Jacob van Heemskerk et Jan Corneliszoon Rijp, le 9 juin 1596 et porte ce nom grâce à un ours polaire qui nageait dans les environs. L'île aux Ours était considérée terra nullius jusqu'au traité concernant le Spitzberg en 1920 qui l'a placée sous souveraineté norvégienne. Malgré son éloignement et sa nature aride, l'île a connu quelques activités commerciales aux siècles derniers comme l'extraction de la houille, la pêche et la chasse à la baleine. Aucun campement n'a été installé pour plus de quelques années et l'île n'est actuellement habitée que par les occupants d'une station météo. Elle a été déclarée réserve naturelle en 2002 ainsi que les eaux environnantes.

## Toponymie et étymologie
« Île aux Ours » est la traduction du norvégien Bjørnøya. En russe, elle est appelée Medvejiï ostrov dans l'alphabet latin, Медвежий остров dans l'alphabet cyrillique, avec la même signification.
Son nom lui est donné par ses découvreurs en raison de la présence d'ours polaires (que l'on ne rencontre plus aujourd'hui) dont un est d'ailleurs abattu lors de la première expédition.

## Géographie

### Situation
L'île aux Ours est une île européenne située en mer de Norvège, à sa limite avec la mer de Barents, deux mers bordières de l'océan Arctique. L'île est située à guère plus des trois cinquièmes du chemin reliant l'île de Sørøya (Finnmark) et le Svalbard. L'île de Spitzberg se trouve à une distance de 238 km vers le nord-nord-ouest, tandis que  414 km séparent l'île aux Ours de Knivskjellodden, la pointe la plus septentrionale de Norvège et localisée à quatre kilomètres à l'ouest du cap Nord. Cependant,  le point de Norvège métropolitaine le plus proche de l'île est l'îlot de Skagholman, aussi dans le comté de Finnmark, et situé à 397 km au sud-sud-est de l'île aux Ours et à 66 km à l'ouest du cap Nord. 
L'île étant située au-delà du parallèle de 66° 33' 43" de latitude nord qui constitue le cercle arctique et n'étant entourée par aucune terre habitée, elle se trouve loin de toute route maritime commerciale importante. L'île aux Ours est la plus isolée de l'archipel du Svalbard.

### Topographie

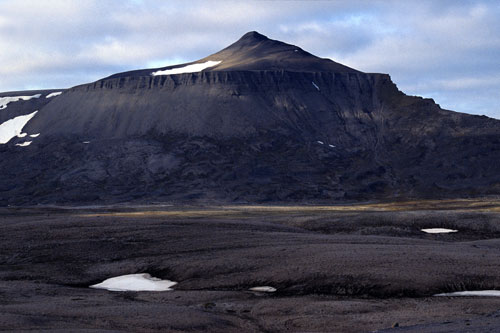
Le Miseryfjellet, point culminant de l'île aux Ours.

L'île aux Ours présente la forme d'un triangle irrégulier pointant vers le sud. D'une superficie de 176 km2, elle s'étire sur une distance maximale de 20 kilomètres du nord au sud et de 15,5 kilomètres d'ouest en est. La topographie divise l'île en deux grands ensembles d'aires inégales. La partie nord correspond à une plaine recouvrant les deux-tiers de la superficie de l'île aux Ours. La partie sud porte des reliefs d'altitude toutefois peu élevée, le point culminant étant le Miseryfjellet, localisé près du littoral oriental, qui s'élève à 536 mètres d'altitude. Les autres montagnes notables sont l'Antarcticfjellet situé au sud-est, le Fuglefjellet, le Hamburgfjellet et l'Alfredfjellet dominant le littoral sud-ouest.
La nature des côtes correspond à la topographie de l'île. À l'ouest, au nord et au nord-est, les côtes sont basses et il existe même quelques plages de sable. S'y localisent un certain nombre de points d'ancrage et d'atterrissage, ainsi qu'un petit port à Herwighamna dans la partie la plus septentrionale. Cependant aucun de ces lieux n'est sûr par tous les temps (il n'existe aucune baie pour s'abriter) et un bateau au mouillage doit toujours se tenir prêt à lever l'ancre. Au sud-sud-ouest et au sud-est, le littoral est escarpé avec de hautes falaises déchiquetées et des signes notables d'érosion matérialisés par l'existence de grottes marines et de piliers isolés ou stacks.
L'île aux Ours est localisée aux limites des mers de Norvège et de Barents sur un plateau s'étendant au sud du Spitzberg et de Edgeøya et formant une partie du plateau continental. La profondeur aux alentours de l'île dépasse peu les 100 mètres au nord et à l'est mais devient bien plus importante au sud et à l'ouest, particulièrement à une trentaine de milles à l'ouest où le plateau continental s'enfonce dans les eaux profondes de la mer de Norvège et de la mer du Groenland.

### Faune

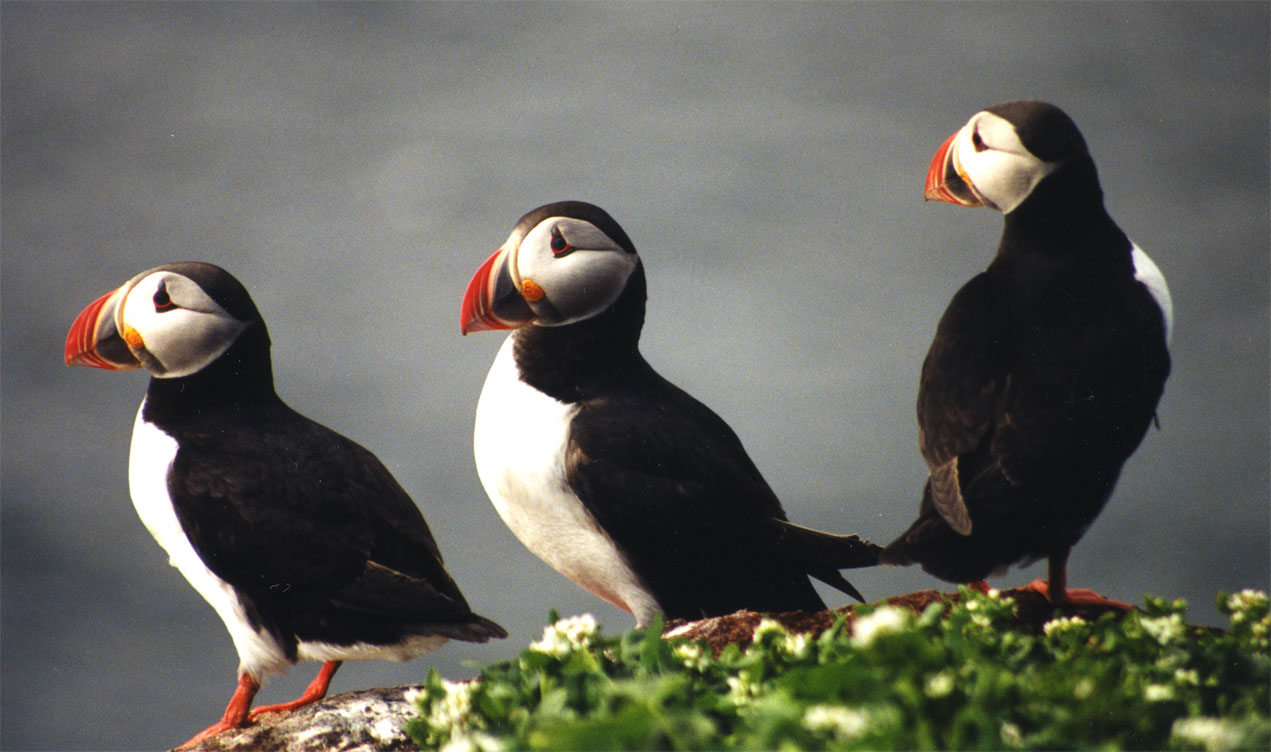
Macareux moines.

Malgré son nom, l'île aux Ours n'est pas le lieu de résidence permanent de l'ours polaire bien qu'un assez grand nombre d'individus arrive avec l'expansion de la banquise en hiver. Occasionnellement, un ours reste après la fonte des glaces au printemps et y passe l'été. Il y a également quelques renards polaires mais pas d'autres mammifères terrestres indigènes. Des phoques annelés et des phoques barbus vivent dans les eaux proches de l'île aux Ours mais les morses qui étaient très courants sont devenus très rares.
Les seuls oiseaux terrestres sont le bruant des neiges et le lagopède alpin mais l'île a une grande diversité d'oiseaux de mer tels que les guillemots, macareux moines, fulmars, mouettes tridactyles ou les goélands bourgmestres qui logent dans les vastes falaises du sud. L'oie à bec court ainsi que d'autres espèces visitent l'île aux Ours pendant leur migration entre les îles du nord de Svalbard et l'Europe continentale. Les lacs d'eau douce de l'île aux Ours sont peuplés par des ombles chevaliers.

### Flore
Peu de plantes poussent sur l'île aux Ours. La plupart sont des mousses ou des cochléaires mais il n'y a pas d'arbre.

### Hydrographie
Tout comme les relevés topographiques et cartographiques de l'île, ceux qui concernent l'hydrographie des eaux du Svalbard ont été réalisés par les agences du gouvernement norvégien tout au long du XXe siècle : la Norges Svalbard- og Ishavsundersøkelser à partir de 1928, puis son successeur, l'Institut polaire norvégien à compter de 1948. Depuis 1984, le Service Hydrographique Norvégien a pris le relais dans son domaine plus restreint.
La plaine du nord est couverte de nombreux petits lacs (environ 600) qui couvrent une superficie cumulée de 19 km2 ; les deux plus vastes sont le Laksvatnet et le Haussvatnet. Plusieurs cours d'eau de faible longueur se développent sur l'île et se jettent dans la mer, souvent en chutes d'eau dans les parties les plus escarpées de la côte. L'île aux Ours ne compte aucun glacier, contrairement aux îles plus septentrionales de l'archipel du Svalbard.

### Climat

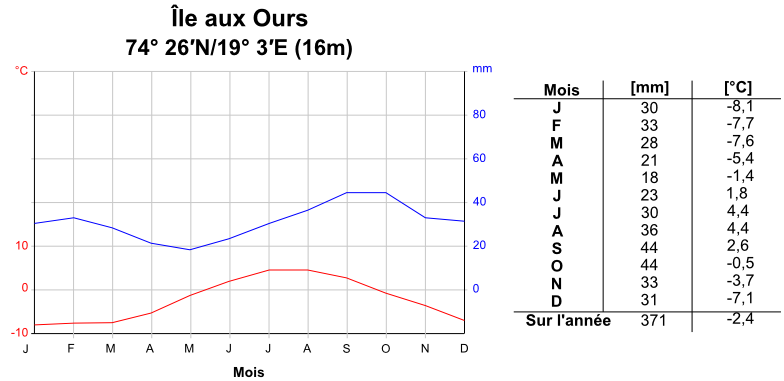
Diagramme climatique de l'île aux Ours.

L'île aux Ours appartient aux milieux arctiques maritimes où s'introduit un effet océanique à l'origine d'un climat relativement clément pour une terre située aussi haut en latitude. L'île, tout comme le Svalbard, appartient à un ensemble géographique où les eaux chaudes océaniques transportées par une partie de la dérive nord atlantique et les dépressions frontales maintiennent la surface de la mer libre de toute banquise, du moins pour l'essentiel, et où interviennent une forte turbulence, une grande variabilité du temps, une augmentation des précipitations et une certaine réduction du froid. Le climat qui règne sur l'île aux Ours peut ainsi être qualifié de polaire maritime ou à tendance océanique.
À la station météorologique de l'île aux Ours, située au nord de l'île, à plus de 74° N, la température moyenne annuelle s'élève à −2,4 °C dans le cadre d'observations couvrant la période 1961-1990, ce qui n'apparaît pas sévère sous ces hautes latitudes. Le mois de janvier avec −8,1 °C est le plus froid de l'année ce qui n'est pas excessif. Quatre mois (de juin à septembre) enregistrent une température supérieure à 0 °C avec un maximum de 4,4 °C en juillet et en août. Plus important encore, des valeurs positives apparaissent en toutes saisons. L'influence océanique se manifeste également par un total substantiel de précipitations : 371 millimètres par an, dans la plaine du nord, assez bien réparties avec un maximum en fin d'été et en début d'automne (44 mm en septembre et en octobre). Le total des précipitations est certes inférieur à 400 mm et classe ainsi l'île aux Ours dans une zone semi-aride mais les faibles températures limitent l'évaporation et maintiennent l'humidité du milieu. La nébulosité est soutenue (aucun mois ne descend au-dessous de 5,1 octas de ciel couvert) tout particulièrement l'été en raison de brouillards fréquents (20 % des jours en juillet), le temps restant toutefois assez stable durant la période estivale. Des brouillards se forment lorsque l'air chaud de l'Atlantique rencontre les masses d'eau froide entourant l'île.
À quelques douzaines de milles nautiques au nord de l'île aux Ours, il existe une limite entre les masses d'eau froide d'origine polaire et celles plus chaudes venues de l'Atlantique dans la partie occidentale de la mer de Barents. La température des masses maritimes peut donc être assez variable et est susceptible de s'élever jusqu'à 10 °C en été. En hiver, une banquise se forme sur les côtes mais très rarement sur la mer ouverte autour de l'île aux Ours.
Située bien au-delà du cercle polaire arctique, l'île aux Ours est affectée par la nuit polaire du 8 novembre jusqu'au 3 février et la période du soleil de minuit dure du 2 mai au 11 août.
| Mois                                  | jan.       | fév.       | mars       | avril      | mai        | juin      | jui.      | août      | sep.       | oct.       | nov.       | déc.       | année      |
| ------------------------------------- | ---------- | ---------- | ---------- | ---------- | ---------- | --------- | --------- | --------- | ---------- | ---------- | ---------- | ---------- | ---------- |
| Température minimale moyenne (°C)     | −7,1       | −7,5       | −7,8       | −5,6       | −1,6       | 1,6       | 3,8       | 4,3       | 2,8        | −0,8       | −3,3       | −5,5       | −2,22      |
| Température moyenne (°C)              | −4,8       | −5,3       | −5,5       | −3,6       | −0,1       | 3         | 5,5       | 5,8       | 4,1        | 0,6        | −1,6       | −3,5       | −0,45      |
| Température maximale moyenne (°C)     | −2,5       | −3,1       | −3,2       | −1,5       | 1,4        | 4,4       | 7,1       | 7,2       | 5,4        | 2          | 0,1        | −1,4       | 1,33       |
| Record de froid (°C) date du record   | −29,8 1964 | −31,3 1911 | −31,6 1927 | −25,6 1941 | −17,7 1948 | −8,4 1962 | −4,7 1977 | −2,4 1982 | −10,4 1968 | −22,2 1968 | −25,1 1910 | −28,1 1988 | −31,6 1927 |
| Record de chaleur (°C) date du record | 5,3 2006   | 4,3 2005   | 6,2 1948   | 8,1 2006   | 16,5 1960  | 23,6 1953 | 22,8 2004 | 21,5 1989 | 15,5 1990  | 11 2000    | 8,4 1977   | 6,4 1953   | 23,6 1953  |
| Ensoleillement (h)                    | 0          | 4,7        | 58,8       | 97,5       | 120,6      | 121,5     | 117,2     | 76,5      | 44,8       | 15,8       | 1,7        | 0          | 660,7      |
| Précipitations (mm)                   | 48,2       | 42,6       | 40,3       | 34,6       | 24,3       | 26,8      | 27,5      | 32,4      | 46,7       | 40,7       | 49,6       | 47,4       | 460,6      |
| Nombre de jours avec précipitations   | 22,9       | 21,14      | 22,41      | 19,43      | 17,24      | 15,03     | 16,43     | 18,93     | 21,93      | 22,83      | 22,86      | 23,07      | 242,8      |

| Diagramme climatique                                  |              |              |              |             |            |            |            |            |           |             |              |
| J                                                     | F            | M            | A            | M           | J          | J          | A          | S          | O         | N           | D            |
| −2,5−7,148,2                                          | −3,1−7,542,6 | −3,2−7,840,3 | −1,5−5,634,6 | 1,4−1,624,3 | 4,41,626,8 | 7,13,827,5 | 7,24,332,4 | 5,42,846,7 | 2−0,840,7 | 0,1−3,349,6 | −1,4−5,547,4 |
| Moyennes : • Temp. maxi et mini °C • Précipitation mm |              |              |              |             |            |            |            |            |           |             |              |

## Histoire

### Découverte et exploitation

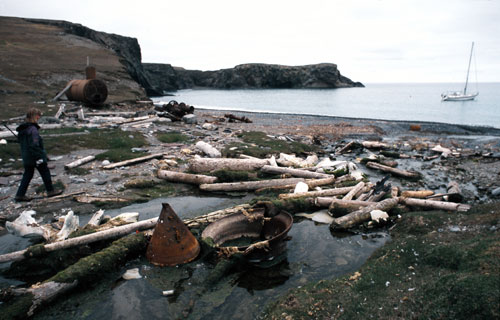
Ancienne station baleinière de la baie des Morses.

Les Vikings ont pu connaître l'île aux Ours mais aucun vestige n'a été découvert. Les premières traces écrites remontent à 1596 lorsque Willem Barentsz, Jacob van Heemskerk et Jan Corneliszoon Rijp aperçurent l'île au début de la troisième expédition maritime menée par les Provinces-Unies pour découvrir le passage du nord-est. Au début du XVIIe siècle, deux marins britanniques William Gordon et Stephen Bennet qui agissaient à la fois comme marchands et explorateurs pour le compte d'une compagnie de commerce moscovite, désireuse de mieux connaître les ressources des territoires proches de la péninsule de Kola, effectuèrent plusieurs voyages sur l'île aux Ours. En 1603, effectuant le trajet retour vers l'Angleterre, ils abordèrent l'île pensant avoir découvert une nouvelle terre, signalèrent l'existence de renards polaires, remarquèrent des défenses de morses, ce qui les incita à déclarer, dans leur journal de bord, que cette île pouvait servir comme lieu de chasse à ces animaux. En 1605, les deux hommes retournèrent sur l'île aux Ours pour se livrer à cette activité; à la fin de leur séjour sur l'île, un des officiers baptisa le point culminant de l'île, le mont Misère (aujourd'hui Miseryfjellet), en souvenir d'un incident malheureux. Le voyage devint annuel, d'autres séjours de Gordon et Benett sont attestés de 1606 à 1609.
À partir de cette date, l'île fut principalement utilisée comme base pour la chasse aux morses, aux phoques et aux baleines. Visité en 1872 par Nils Johnsen, Jacob Emanuel Melsom y meurt en 1872 et, en 1873, Sivert Kristian Tobiesen y périt durant un hivernage. En complément de cette activité, les œufs des grosses colonies d'oiseaux marins étaient ramassés jusqu'en 1971. Ces activités ne permirent pas l'installation d'une colonie importante sur l'île aux Ours ni une réelle mise en valeur du territoire. De cette présence humaine subsistent les restes d'une station baleinière du début du XXe siècle, active entre 1905 et 1908, qui peuvent encore être vus à Kvalrossbukta (« baie des Morses ») au sud-est de l'île aux Ours. De 1916 à 1925, une société exploita une mine de houille appelée Tunheim au nord-est, mais cette dernière fut abandonnée car elle n'était pas rentable (116 093 tonnes de charbon furent tout de même extraites). Les restes du campement des mineurs, comprenant une jetée à moitié détruite, quelques centaines de mètres de voie ferrée ainsi qu'une locomotive à vapeur, ont été relativement bien préservés grâce au climat froid et sec du lieu.

### Un enjeu stratégique

Carte du Svalbard avec l'île aux Ours au sud.

La valeur stratégique de l'île aux Ours fut reconnue à la fin du XIXe siècle lorsque la Russie impériale et l'Empire allemand montrèrent leur intérêt pour la mer de Barents. En 1898 et 1899, le journaliste allemand Theodor Lerner, membre d'une expédition scientifique dirigée par Fritz Romer et Fritz Schaudinn à bord du chalutier Helgoland, visita l'île aux Ours et réclama la propriété de l'île pour son pays. Toujours en 1899, l'association des pêcheurs allemands Deutsche Seefischerei-Verein (DSV) se livra à des investigations sur la chasse à la baleine et la pêche dans la mer de Barents. La DSV était en réalité secrètement en contact avec la marine impériale allemande et chargée d'évaluer la possibilité d'occuper l'île aux Ours. En réaction, la marine de guerre russe envoya le croiseur cuirassé Svetlana pour enquêter et les Russes hissèrent leur drapeau sur l'île le 21 juillet 1899, conduisant à des protestations de Theodor Lerner. Finalement, tout affrontement fut évité et le problème fut résolu diplomatiquement, aucun pays ne récupérant la souveraineté sur l'île aux Ours.

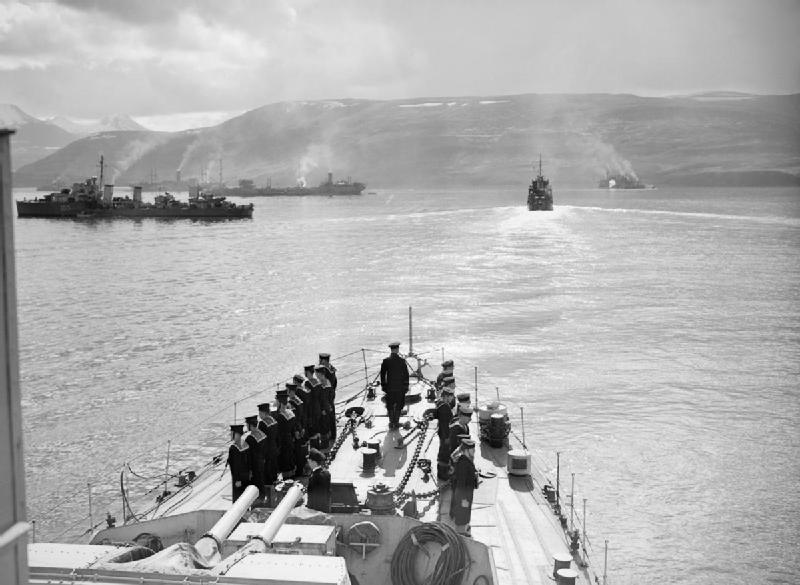
L'escorte et les cargos à Hvalfjord avant le départ du Convoi PQ-17, été 1942.

Toute l'île a été la propriété de la société Bjørnøen AS de 1918 à 1932. Bjørnøen AS est désormais une entreprise d'État et est dirigée conjointement avec Kings Bay AS, l'entreprise qui s'occupe des opérations de Ny-Ålesund sur le Svalbard. Une station de radio norvégienne (Bjørnøya Radio : LBJ) a été établie à Herwighamna sur la côte nord en 1919. Elle a été étendue plus tard pour accueillir une station météorologique.
Comme les routes maritimes entre l'océan Atlantique et Mourmansk et les ports de la mer Blanche passent par la mer de Barents, les eaux territoriales de l'île aux Ours ont eu une grande importance stratégique pendant la Seconde Guerre mondiale ainsi que pendant la guerre froide. Bien que le Svalbard n'ait pas été occupé par l'Allemagne pendant la seconde guerre mondiale, les forces allemandes y ont érigé plusieurs stations météo. Une station radio automatique a été déployée sur l'île aux Ours en 1941. Les forces allemandes ont attaqué plusieurs convois avec des renforts militaires pour l'Union soviétique dans les eaux environnantes de l'île aux Ours. Ils infligèrent de lourdes pertes au convoi PQ 17 en juin/juillet 1942 mais furent inefficaces dans la bataille de la mer de Barents. Les eaux au sud-est de l'île aux Ours ont été le lieu de nombreuses batailles navales en 1943. En novembre 1944, l'union soviétique proposa d'annuler le traité du Svalbard avec l'intention d'obtenir la souveraineté sur l'île aux Ours. Les négociations avec Trygve Lie du gouvernement norvégien en exil n'a pas conduit à un accord avant la fin de la seconde guerre mondiale et les propositions soviétiques n'ont jamais été mises en place. L'Union soviétique, et plus tard la Russie, ont malgré tout gardé une présence sur le Svalbard.
Un groupe de soldats allemands abandonné sur l'île, perdit le contact radio en mai 1945. Ils furent les derniers soldats allemands à se rendre le 4 septembre 1945.

## Environnement

### Protection
En 2002, une réserve naturelle qui couvre toute l'île (à l'exception d'une zone de 1,2 km2 autour de la station météorologique) a été mise en place. La réserve inclut aussi les eaux adjacentes sur 4 milles marins (7,4 km) autour de la côte. Aujourd'hui, la seule population présente sur l'île (environ dix personnes) est le personnel de la station météorologique et de radio à Herwighamna. La station fait des observations météorologiques et offre des services logistiques et de télécommunication. Elle fournit également un lieu d'atterrissage pour les hélicoptères des garde-côtes norvégiens. L'institut polaire norvégien réalise des expéditions annuelles sur l'île aux Ours, concernant principalement la recherche ornithologique. Plusieurs autres projets de recherche, principalement climatologiques et géographiques, sont entrepris épisodiquement. Il y a très peu de moyens de se rendre sur l'île aux Ours. Quelques bateaux s'arrêtent pendant leur voyage entre la Norvège et le Svalbard.

### Menaces
Bien qu'il n'y ait pas actuellement d'activités industrielles sur l'île aux Ours ou dans ses environs immédiats, la pollution par des substances toxiques et radioactives constitue une menace pour la nature de l'île, pratiquement intacte. L'exploration de la mer de Barents et le développement récent du champ de gaz Snøhvit montrent que les régions sensibles polaire et subpolaire de la Norvège et de la mer de Barents sont devenues des cibles des industries du pétrole et du gaz. L'organisation environnementale Fondation Bellona a critiqué le gouvernement norvégien pour avoir autorisé ces activités sans avoir fait d'études suffisantes sur l'impact écologique.
Des toxines organiques, particulièrement des PCB ont été retrouvées en grande concentration sur des échantillons biologiques de l'île aux Ours, particulièrement les ombles chevaliers du lac Ellasjøen. Le K-278 Komsomolets, un sous-marin soviétique, a coulé le 7 avril 1989 à 100 milles nautiques au sud-ouest de l'île aux Ours. Des fuites de produits radioactifs des réacteurs et des têtes nucléaires posent actuellement un problème mineur mais une grave pollution des eaux environnantes reste possible.